# GTE
GTE 코퍼레이션(GTE Corporation, 구 General Telephone & Electronics Corporation, 1955–1982)은 벨 시스템 시절 미국에서 가장 큰 독립 전화 회사였다. 이 회사는 1926년에 운영을 시작했으며, 그 근원은 그보다 이전이다. 2000년에 벨 애틀랜틱에 인수되어 회사 이름을 버라이즌 커뮤니케이션스로 변경했다.

## 참고 자료
1. ↑  “Bell Atlantic and GTE Pick Post-Merger Name”. 2000년 4월 4일. 2015년 3월 15일에 확인함.
2. ↑  “GTE”. 2025년 3월 11일에 확인함.
3. ↑  “GTE”. 2025년 3월 11일에 확인함.

- GTE.com (웨이백머신)
- 위스콘신주 리치랜드 센터의 'GTE의 발상지' 역사적 표지판 에 보관됨 9월 24, 2015 - 웨이백 머신